# Лавај
Лавај (енгл. Lawai) насељено је место за статистичке потребе у америчкој савезној држави Хаваји. По попису становништва из 2010. у њему је живело 2.363 становника.

## Демографија
Према попису становништва из 2010. у граду је живело 2.363 становника, што је 379 (19,1%) становника више него 2000. године.
| Група             | 2000.       | 2010.       |
| Белци             | 644 (32,5%) | 848 (35,9%) |
| Афроамериканци    | 5 (0,3%)    | 8 (0,3%)    |
| Азијати           | 610 (30,7%) | 577 (24,4%) |
| Хиспаноамериканци | 234 (11,8%) | 300 (12,7%) |
| Укупно            | 1.984       | 2.363       |